# 諾伊克洛斯特湖

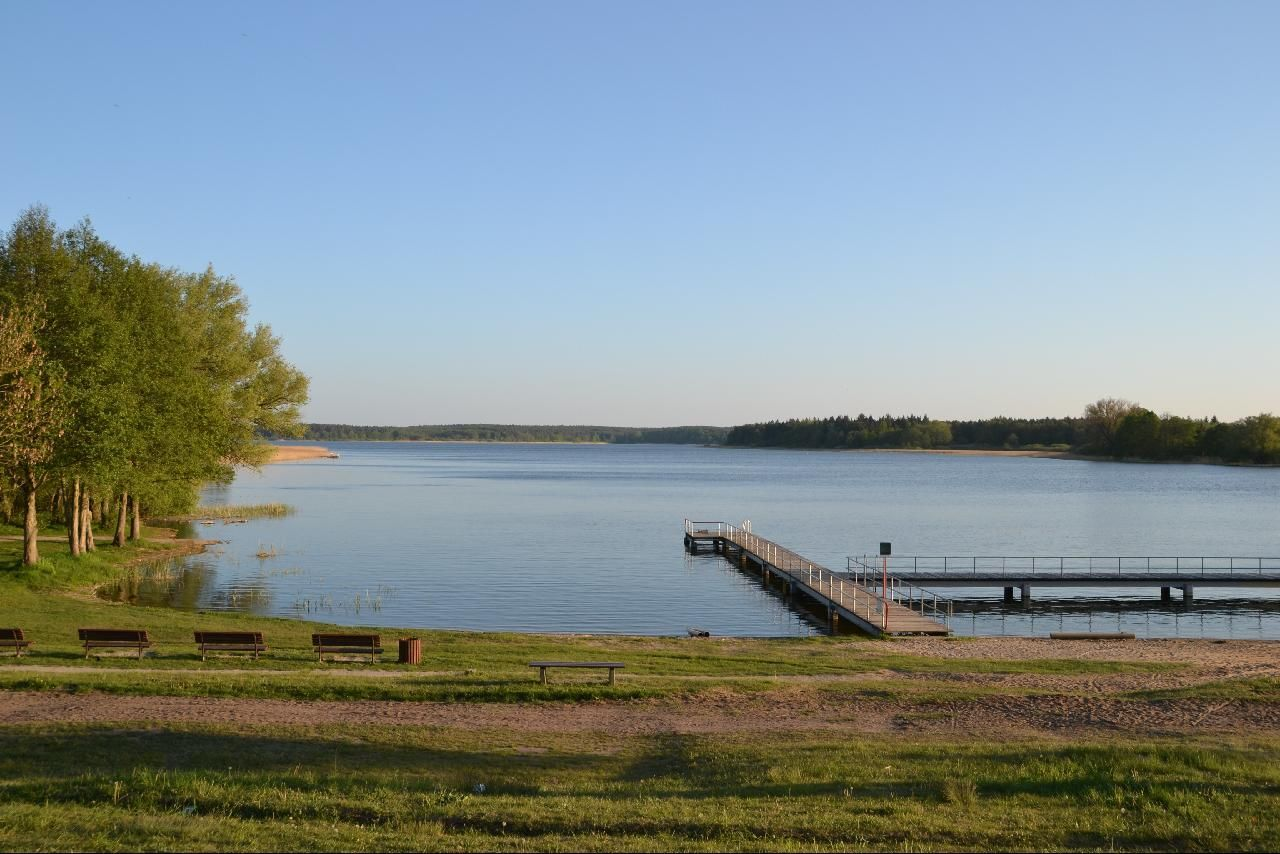

53°50′58″N 11°42′10″E / 53.84944°N 11.70278°E
諾伊克洛斯特湖（德語：Neuklostersee），是德國的湖泊，位於該國東北部梅克倫堡-前波美拉尼亞州，由西北梅克倫堡縣負責管轄，長2.7公里、寬1.8公里，面積3平方公里，海拔高度25米，平均水深4.5米，最大水深10.2米，水體容量1,349萬立方米。